# Brandan Wright
Brandan Keith Wright (Nashville, 5 ottobre 1987) è un ex cestista statunitense, professionista nella NBA.

## Carriera
È stato selezionato dagli Charlotte Bobcats al primo giro del Draft NBA 2007 (8ª scelta assoluta).

## Statistiche

### College
| Anno      | Squadra             | PG | PT | MP   | TC%  | 3P% | TL%  | RP  | AP  | PRP | SP  | PP   |
| --------- | ------------------- | -- | -- | ---- | ---- | --- | ---- | --- | --- | --- | --- | ---- |
| 2006-2007 | N. Carol. Tar Heels | 37 | 37 | 27,4 | 64,6 | -   | 56,7 | 6,2 | 1,0 | 1,0 | 1,8 | 14,7 |
| Carriera  | Carriera            | 37 | 37 | 27,4 | 64,6 | -   | 56,7 | 6,2 | 1,0 | 1,0 | 1,8 | 14,7 |

### NBA

#### Regular Season
| Anno      | Squadra           | PG  | PT | MP   | TC%  | 3P% | TL%  | RP  | AP  | PRP | SP  | PP  |
| --------- | ----------------- | --- | -- | ---- | ---- | --- | ---- | --- | --- | --- | --- | --- |
| 2007-2008 | G.S. Warriors     | 38  | 6  | 9,9  | 55,4 | 0,0 | 67,5 | 2,6 | 0,2 | 0,2 | 0,6 | 4,0 |
| 2008-2009 | G.S. Warriors     | 39  | 23 | 17,6 | 52,8 | 0,0 | 74,1 | 4,0 | 0,5 | 0,6 | 0,9 | 8,3 |
| 2010-2011 | G.S. Warriors     | 21  | 1  | 9,3  | 60,3 | 0,0 | 50,0 | 2,0 | 0,2 | 0,1 | 0,5 | 4,0 |
| 2010-2011 | N.J. Nets         | 16  | 1  | 11,5 | 40,7 | 0,0 | 82,4 | 3,0 | 0,4 | 0,5 | 0,4 | 3,6 |
| 2011-2012 | Dallas Mavericks  | 49  | 0  | 16,1 | 61,8 | 0,0 | 63,4 | 3,6 | 0,3 | 0,4 | 1,3 | 6,9 |
| 2012-2013 | Dallas Mavericks  | 64  | 16 | 18,0 | 59,7 | 0,0 | 61,5 | 4,1 | 0,6 | 0,4 | 1,2 | 8,5 |
| 2013-2014 | Dallas Mavericks  | 58  | 0  | 18,6 | 67,7 | 0,0 | 72,6 | 4,2 | 0,5 | 0,6 | 0,9 | 9,1 |
| 2014-2015 | Dallas Mavericks  | 27  | 0  | 18,7 | 74,8 | 0,0 | 75,0 | 4,1 | 0,4 | 0,6 | 1,6 | 8,8 |
| 2014-2015 | Boston Celtics    | 8   | 0  | 10,8 | 57,1 | 0,0 | 50,0 | 2,1 | 1,0 | 0,1 | 0,6 | 3,3 |
| 2014-2015 | Phoenix Suns      | 40  | 7  | 21,5 | 58,0 | 0,0 | 66,7 | 4,9 | 0,6 | 0,8 | 1,2 | 7,0 |
| 2015-2016 | Memphis Grizzlies | 12  | 2  | 17,7 | 67,3 | 0,0 | 54,2 | 3,6 | 0,5 | 0,4 | 1,3 | 6,9 |
| 2016-2017 | Memphis Grizzlies | 28  | 5  | 16,0 | 61,5 | 0,0 | 65,7 | 2,8 | 0,5 | 0,4 | 0,7 | 6,8 |
| 2017-2018 | Memphis Grizzlies | 27  | 1  | 13,6 | 57,6 | 0,0 | 63,6 | 3,4 | 0,5 | 0,5 | 0,9 | 5,0 |
| 2017-2018 | Houston Rockets   | 1   | 0  | 15,0 | 66,7 | 0,0 | 0,0  | 2,0 | 0,0 | 0,0 | 1,0 | 4,0 |
| Carriera  | Carriera          | 428 | 62 | 16,2 | 60,7 | 0,0 | 67,4 | 3,6 | 0,5 | 0,5 | 1,0 | 7,0 |

#### Play-off
| Anno     | Squadra           | PG | PT | MP   | TC%  | 3P% | TL%  | RP  | AP  | PRP | SP  | PP  |
| -------- | ----------------- | -- | -- | ---- | ---- | --- | ---- | --- | --- | --- | --- | --- |
| 2012     | Dallas Mavericks  | 4  | 0  | 6,8  | 40,0 | 0,0 | 50,0 | 1,3 | 0,0 | 0,3 | 0,3 | 1,3 |
| 2014     | Dallas Mavericks  | 6  | 0  | 15,0 | 83,3 | 0,0 | 50,0 | 2,0 | 1,3 | 0,3 | 1,0 | 5,5 |
| 2017     | Memphis Grizzlies | 2  | 0  | 6,0  | 40,0 | 0,0 | 0,0  | 1,0 | 0,0 | 0,0 | 1,0 | 2,0 |
| Carriera | Carriera          | 12 | 0  | 10,8 | 67,9 | 0,0 | 50,0 | 1,6 | 0,7 | 0,3 | 0,8 | 3,5 |

## Palmarès
- McDonald's All-American Game (2006)